# Aeropuerto Internacional Nelson Mandela
El Aeropuerto Internacional Nelson Mandela (en portugués: Aeroporto Internacional Nelson Mandela) (IATA: RAI, OACI: GVNP) es un aeropuerto ubicado en la ciudad de Praia, en la isla Santiago, en Cabo Verde.

## Historia
El aeropuerto se inauguró el 6 de octubre de 2005, reemplazando al antiguo Aeropuerto Internacional Francisco Mendes, con un vuelo nacional proveniente de la isla de Sal, sin embargo el primer vuelo internacional al nuevo aeropuerto se produjo el 23 de octubre de 2005, un avión de la TACV proveniente de Lisboa.
En el año 2013 se hizo un recrecido de pista, y calles de rodaje, debido a la degradación del pavimento. Se realizó con un asfalto experimental más resistente a los rayos ultravioletas.

## Ubicación y Accesos
Se encuentra a unos 3 km al noreste del centro de Praia, en el sureste de la isla de Santiago, se accede por el lado sur a través de la Avenida Aristides Pereira, y por el norte por la Circular de Praia. Existe un servicio de taxis las veinticuatro horas del día que permanece abierta la instalación. Frente a la terminal hay un aparcamiento para vehículos.

## Tráfico y estadísticas
Ver fuente y consulta Wikidata.

## Pistas

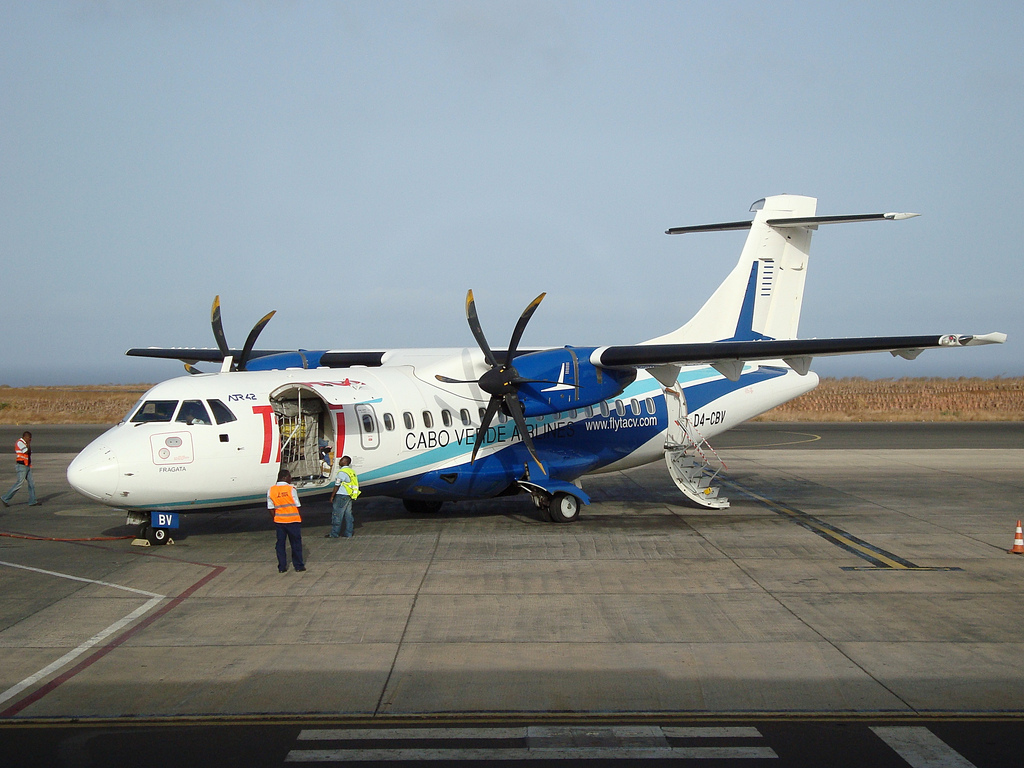
Pasajeros embarcando en un ATR 42-500 de TACV en el Aeropuerto Internacional Nelson Mandela

El aeropuerto dispone de una pista de categoría 4D con orientación 03/21 con una longitud de 2103 metros y una anchura de 45 metros. Para acceder a la plataforma se realiza a través de dos calles de rodaje perpendiculares a la pista. La plataforma de estacionamiento de aeronaves en la actualidad tiene 6 stands, en la actualidad se está ampliando para albergar 3 nuevos puestos.

## Aerolíneas, Destinos y Aeropuertos

### Pasajeros

#### Destinos nacionales
| Ciudad              | Nombre del aeropuerto                      | Aerolíneas                             | Aeronaves  | Frecuencias semanales |
| Cabo Verde          | Cabo Verde                                 | Cabo Verde                             | Cabo Verde | Cabo Verde            |
| ------------------- | ------------------------------------------ | -------------------------------------- | ---------- | --------------------- |
| Isla de Boa Vista   | Aeropuerto Internacional Aristides Pereira | Bestfly Cabo Verde                     |            |                       |
| Isla de Fogo        | Aeródromo de São Filipe                    | Bestfly Cabo Verde                     |            |                       |
| Isla de Maio        | Aeródromo de Maio                          | Bestfly Cabo Verde                     |            |                       |
| Isla de Sal         | Aeropuerto Internacional Amílcar Cabral    | Bestfly Cabo Verde Cabo Verde Airlines | B737       |                       |
| Isla de São Nicolau | Aeródromo de Preguiça                      | Bestfly Cabo Verde                     |            |                       |
| Isla de São Vicente | Aeropuerto Internacional Cesária Évora     | Bestfly Cabo Verde Cabo Verde Airlines | B737       |                       |

#### Destinos internacionales
| Ciudades por países  | Nombre del aeropuerto                   | Aerolíneas                           | Aeronaves    | Frecuencias semanales |        |
| África               | África                                  | África                               | África       | África                | África |
| -------------------- | --------------------------------------- | ------------------------------------ | ------------ | --------------------- | ------ |
| Guinea-Bisáu         |                                         |                                      |              |                       |        |
| Bisáu                | Aeropuerto Internacional Osvaldo Vieira | Cabo Verde Airlines Royal Air Maroc  | B737         |                       |        |
| Marruecos            |                                         |                                      |              |                       |        |
| Casablanca           | Aeropuerto Internacional Mohámmed V     | Royal Air Maroc                      | B737         |                       |        |
| Senegal              |                                         |                                      |              |                       |        |
| Dakar                | Aeropuerto Internacional Blaise Diagne  | Air Senegal ASKY Airlines Transair   | B737 ERJ-145 |                       |        |
| Togo                 |                                         |                                      |              |                       |        |
| Lomé                 | Aeropuerto de Lomé-Tokoin               | ASKY Airlines                        | B737         |                       |        |
| Europa               |                                         |                                      |              |                       |        |
| Francia              |                                         |                                      |              |                       |        |
| París                | Aeropuerto Charles de Gaulle            | Cabo Verde Airlines                  | B737         |                       |        |
| París                | Aeropuerto de París-Orly                | Transavia France (Estacional)        |              |                       |        |
| Luxemburgo           |                                         |                                      |              |                       |        |
| Ciudad de Luxemburgo | Aeropuerto de Luxemburgo                | Luxair (Estacional)                  |              |                       |        |
| Portugal             |                                         |                                      |              |                       |        |
| Lisboa               | Aeropuerto de Lisboa                    | Cabo Verde Airlines TAP Air Portugal | B737 A32x    |                       |        |
| Ponta Delgada        | Aeropuerto Juan Pablo II                | Azores Airlines                      | A32x         |                       |        |

## Instalaciones y servicios

### Terminales
La terminal de pasajeros está compuesta por una sala de mostradores de facturación, la zona de salidas se divide en nacional e internacional, esta última dispone de un control de pasaportes. En la zona de llegadas está separado la zona nacional donde hay una cinta de recogida de equipajes y la zona de internacional que alberga dos cintas y el control de pasaportes. En la actualidad se está ampliando la terminal para poder atender a más pasajeros. 
Al sur del edificio principal existe una terminal VIP para autoridades y una terminal de carga.

### Torre de control
Sobre la terminal existe una torre de control para ordenar el tráfico de llegada, salida y movimiento interno del aeropuerto.

### Ayudas a la navegación
La pista tiene balizas de aproximación en las dos cabeceras de la pista, iluminación nocturna para realizar operaciones las 24 horas, un VOR/DME, y un NDB.

### Otras instalaciones
Al sur de la plataforma de estacionamiento de aeronaves se encuentra el edificio de bomberos y al norte el hangar para la revisiones de los aviones.